# Iwate-ichinohetunnel
De Iwate-Ichinohe Tunnel (岩手一戸トンネル, Iwate Ichinohe tonneru) is een 25,81 km lange treintunnel in Japan. De tunnel is een onderdeel van de Tōhoku Shinkansen, die Tokio met de prefectuur Aomori verbindt. Toen de tunnel in 2002 geopend werd, was deze de langste landtunnel ter wereld, maar inmiddels zijn de Hakkoda-tunnel (in Japan) en de Gotthard-Basistunnel langer.
De tunnel bevindt zich op een afstand van 545 km van het Station Tokio op de Tōhoku Shinkansen-lijn, tussen de steden Morioka en Hachinohe. Landmeten begon in 1988 en de bouw in 1991. Om de kosten terug te dringen werd de bouwtijd verkort. Dit werd bereikt door de tunnel op te delen in zeven delen, met tussenliggende toegangsschachten en -hellingen. Het boren werd in 2000 afgerond. De lijn werd geopend in 2002 en ook de tunnel werd operationeel in dat jaar.

## Techniek
De tunnel is een enkele boortunnel met twee sporen. De doorsnedeafmetingen bedragen 9,8 (breedte) x 7,7 m (hoogte). Het uitgegraven oppervlak is 70 tot 85 m².
De tunnel stijgt met een gradiënt van 0,5% vanaf Tokio over een lengte van circa 22 km, waarna de tunnel daalt met 1% tot het station van Aomori. De New Austrian Tunnelling method (NATM) is gebruikt in deze geologische situatie. Afhankelijk van de geologie werd er mechanisch of door middel van explosieven gegraven. 